# Championnats d'Asie de cross-country
Les Championnats d'Asie de cross-country sont une compétition biennale organisée sous l'égide de l'association asiatique d'athlétisme depuis la première édition de 1991 à Fukuoka. Excepté la 7e édition, déplacée de 2003 à 2004 en raison de problèmes en Inde, pays organisateur, les championnats ont toujours été biennaux. Les athlètes du Japon sont les plus médaillés parmi les nations participantes.

## Éditions
| Édition | Année | Lieu                              | Ville     | Pays      | Nombre d'athlètes   |
| ------- | ----- | --------------------------------- | --------- | --------- | ------------------- |
| 1re     | 1991  |                                   | Fukuoka   | Japon     |                     |
| 2e      | 1993  |                                   | Jakarta   | Indonésie |                     |
| 3e      | 1995  | Chiba International Cross Country | Chiba     | Japon     |                     |
| 4e      | 1997  | Chiba International Cross Country | Chiba     | Japon     |                     |
| 5e      | 1999  | Enghelab Sport Complex (homme)    | Téhéran   | Iran      | 100                 |
| 5e      | 1999  | (femme)                           | Hong Kong | Hong Kong |                     |
| 6e      | 2001  |                                   | Kathmandu | Népal     |                     |
| 7e      | 2004  |                                   | Pune      | Inde      |                     |
| 8e      | 2005  |                                   | Guiyang   | Chine     | 676                 |
| 9e      | 2007  | Al Bisharat Golf Club             | Amman     | Jordanie  | 1009                |
| 10e     | 2009  | Hippodrome d'Al-Rafah Bahrain     | Manama    | Bahreïn   | 1189                |
| -       | 2011  |                                   | Kathmandu | Népal     | Compétition annulée |
| 11e     | 2012  |                                   | Qingzhen  | Chine     |                     |
| 12e     | 2014  |                                   | Fukuoka   | Japon     |                     |
| 13e     | 2016  |                                   | Manama    | Bahreïn   |                     |

## Vainqueurs
| Année | Hommes                 | Hommes          | Femmes             | Femmes        |
| Année | Individuel             | Par équipe      | Individuel         | Par équipe    |
| ----- | ---------------------- | --------------- | ------------------ | ------------- |
| 1991  | Shozo Shimoju          | Japon           | Mun Gyong-Ae       | Corée du Nord |
| 1993  | Hamid Sajjadi          | Inde            | Minori Hayakari    | Japon         |
| 1995  | Seiichi Miyajima       | Japon           | Atsumi Yashima     | Japon         |
| 1997  | Saad Shaddad Al-Asmari | Arabie saoudite | Chiemi Takahashi   | Japon         |
| 1999  | Ahmad Zarekar          | Japon           | Mizuki Noguchi     | Japon         |
| 2001  | Jafar Babakhani        | Sri Lanka       | Yasuyo Iwamoto     | Japon         |
| 2004  | Han Gang               | Chine           | Yumi Sato          | Japon         |
| 2005  | Han Gang               | Qatar           | Li Helan           | Chine         |
| 2007  | Ahmad Hassan Abdullah  | Qatar           | Maryam Yusuf Jamal | Bahreïn       |
| 2009  | Ahmad Hassan Abdullah  | Qatar           | Maryam Yusuf Jamal | Japon         |

## Table des médailles
- Courses seniors uniquement. Dernier mise à jour : 2009

| Rang  | Nation          | Or | Argent | Bronze | Total |
| ----- | --------------- | -- | ------ | ------ | ----- |
| 1     | Japon           | 8  | 9      | 8      | 25    |
| 2     | Chine           | 3  | 4      | 5      | 12    |
| 3     | Iran            | 3  | 1      | 1      | 5     |
| 4     | Bahreïn         | 2  | 2      | 2      | 6     |
| 5     | Qatar           | 2  | 1      | 2      | 5     |
| 6     | Corée du Nord   | 1  | 1      | 1      | 3     |
| 7     | Arabie saoudite | 1  | 0      | 0      | 1     |
| 8     | Inde            | 0  | 2      | 0      | 2     |
| 9     | Sri Lanka       | 0  | 0      | 1      | 1     |
| Total | Total           | 20 | 20     | 20     | 60    |